# Fovrfeld
Fovrfeld er et kvarter i Esbjerg i Sydvestjylland. Fovrfeld er beliggende umiddelbart øst for Sædding, som området i nogle tilfælde betragtes som en del af. Området ligger fire kilometer nord for Esbjergs centrale del og er adskilt derfra af Fovrfeld Gravlund. Fovrfeld tilhører Esbjerg Kommune og er beliggende i Sædden Sogn. I Fovrfeld findes bl.a. Fourfeldtskolen.